# Naso unicornis

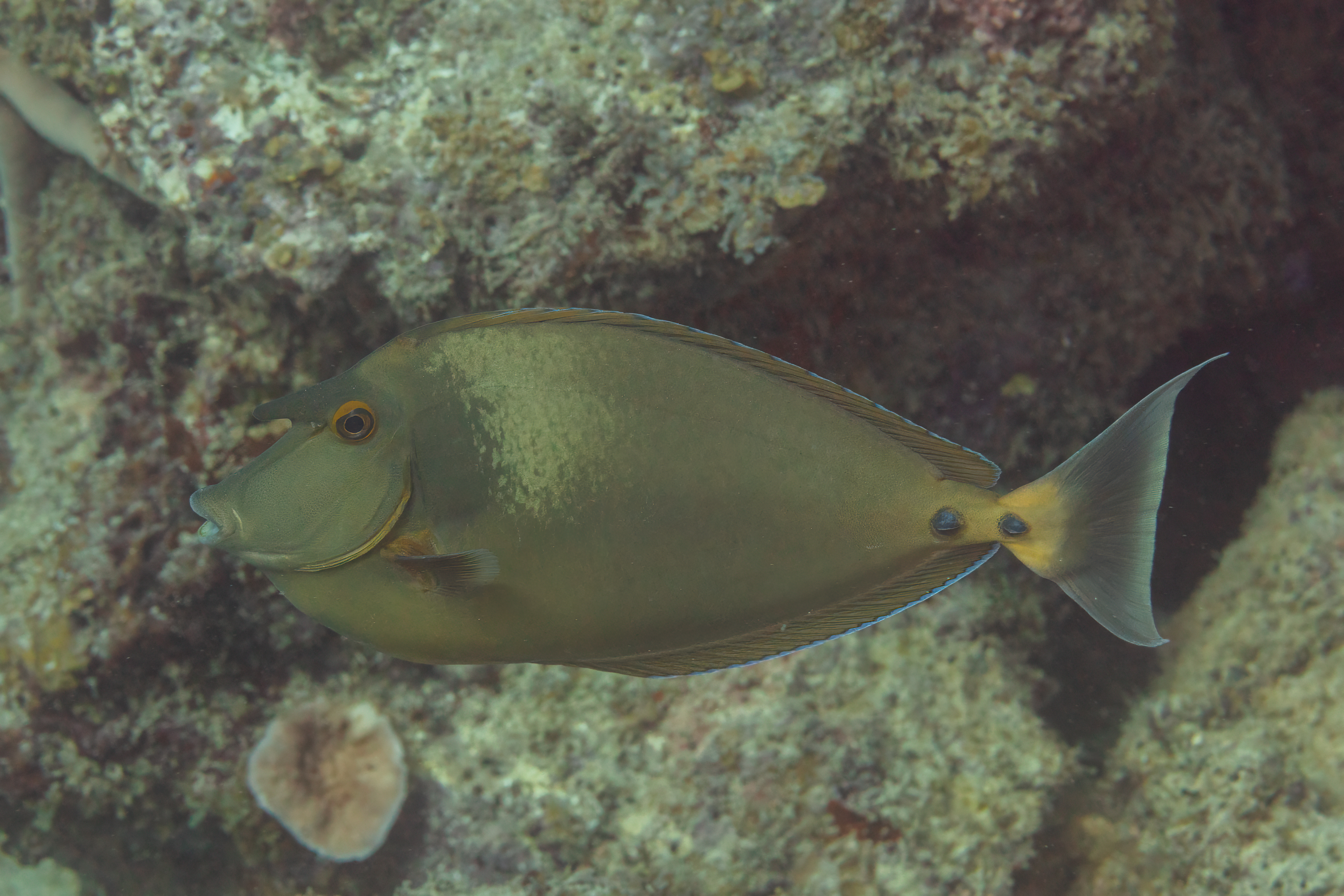

O unicórnio-de-espigão-azul ou unicórnio-de-nariz-curto (Naso unicornis) é um peixe do gênero Naso. Este peixe-unicórnio tem um tamanho de 70 centímetros de comprimento. Ele é chamado de kala no Havaí, e dawa na Nova Caledônia.

## Habitat
Os jovens tendem a habitar águas rasas e protegidas, em baías e desembarques; também em estuários, canais e fossos.
É um peixe de recifes, que habita águas de 1 a 80 m de profundidade.
Alguns desses recifes estão sob mares agitados; também é bento pelágico.
A temperatura da água mais adequada para esta espécie varia entre 26 e 29º.

## Distribuição
Vivem em áreas tropicais de correntes fortes. Sua área de distribuição estende-se desde o paralelo 35° N até o 33° S, e compreende a região do Indo-Pacífico, desde o Mar Vermelho e a África Oriental às ilhas do Havaí, Marquesas e do arquipélago de Tuamotu, e do sul do Japão a Rapa Iti e ilha de Lord Howe.  Sua possível presença na Somália requer confirmação.